# Ukita Naoie
Ukita Naoie est un nom japonais traditionnel ; le nom de famille (ou le nom d'école), Ukita, précède donc le prénom (ou le nom d'artiste).
Ukita Naoie (宇喜多 直家, 1529-1er février 1582) est un daimyo de l'époque Sengoku. Fils de Ukita Okiie, un chef samouraï local, il naît dans la province de Bizen. Après l'assassinat de Yoshiie, grand-père de Naoie en 1534, il est laissé sans abri avec son père mais tous deux sont rapidement pris en charge par Urakami Munekage, le seigneur du château de Tenjinzan. Naoie devient chef du clan Ukita en 1536 après la mort de son père.
Mimura Iechika, seigneur de guerre rival, est assassiné sur ordre de Naoie.

## Source de la traduction
- (en) Cet article est partiellement ou en totalité issu de l’article de Wikipédia en anglais intitulé « Ukita Naoie » (voir la liste des auteurs).